# Умножитель напряжения

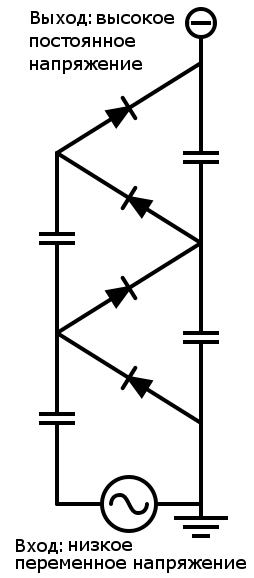
Несимметричный умножитель из двух секций

Умножи́тель напряже́ния (или каска́дный генера́тор) — устройство для преобразования низкого переменного (пульсирующего) напряжения в высоковольтное постоянное напряжение. В отдельных каскадах переменное напряжение выпрямляется, а выпрямленные напряжения включаются последовательно и суммируются. Связь каскадов с источниками питания осуществляется через ёмкости или посредством взаимной индукции. Питание каскадов может быть как последовательным, так и параллельным.

## Устройство

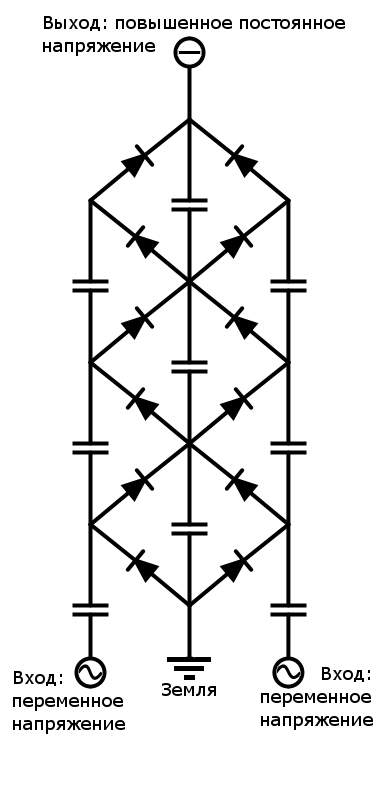
Двухполупериодный умножитель напряжения

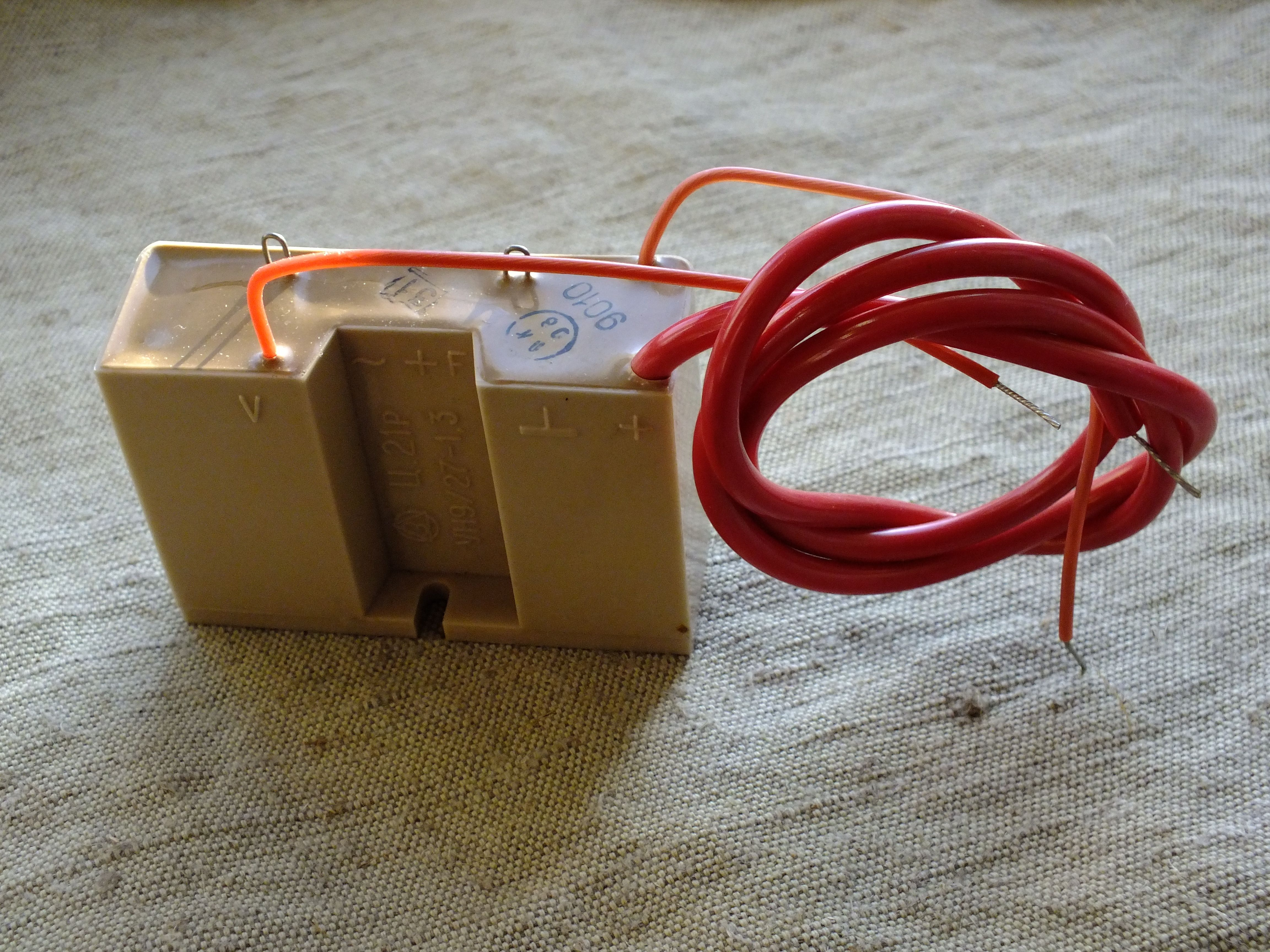
Умножитель напряжения УН 9-27 1,3 (обозначения: 9 кВ входное напряжение, 27 кВ — выходное, выходной ток — 1,3 мА).

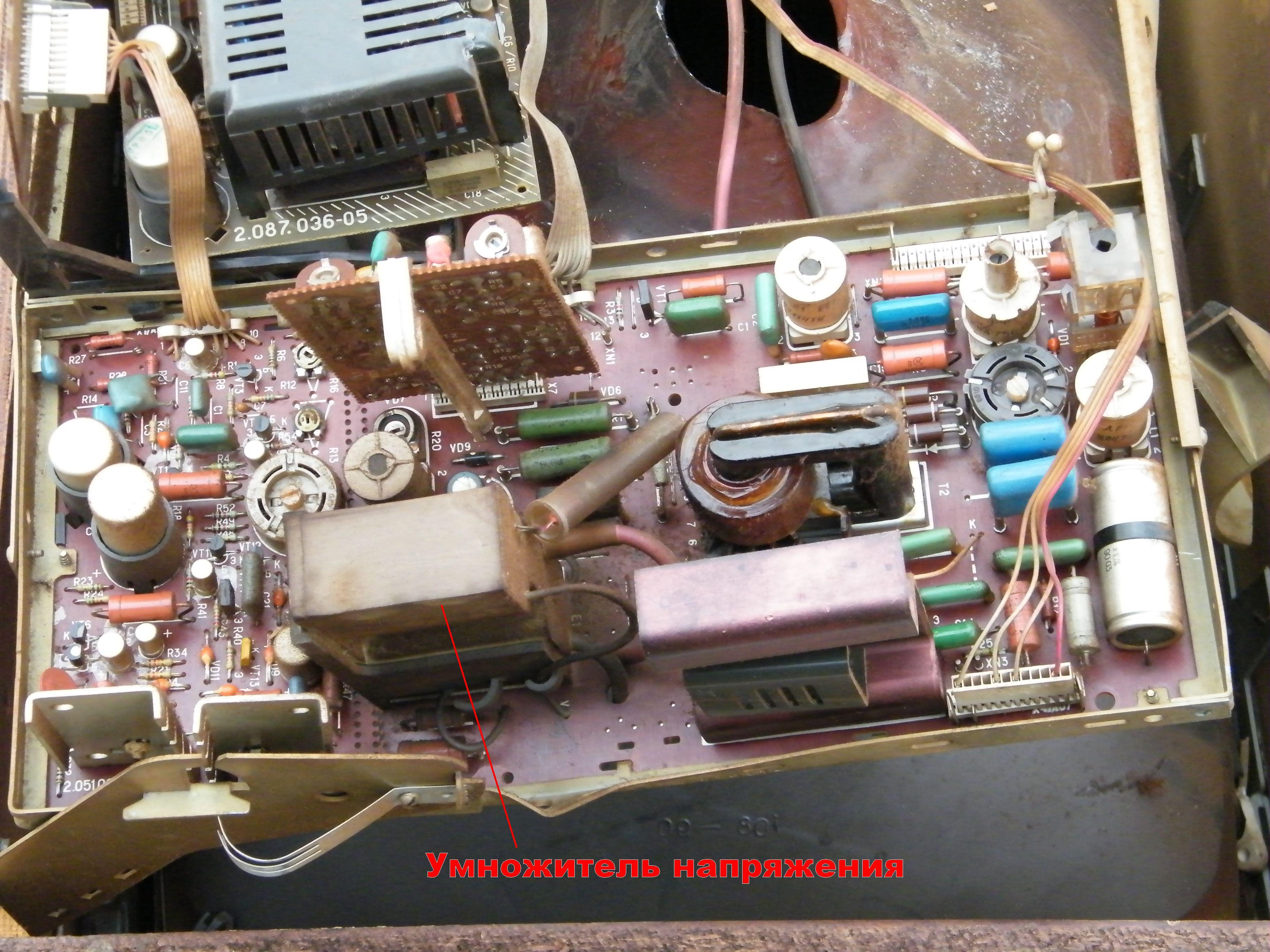
Умножитель напряжения УН 9/27 в телевизоре производства СССР серии 3УСЦТ.

Умножитель напряжения преобразует переменное, пульсирующее напряжение в высокое постоянное напряжение. Умножитель строится из лестницы конденсаторов и диодов. В отличие от трансформатора такой метод не требует тяжёлого сердечника и усиленной изоляции, так как напряжения на всех ступенях равны.
Используя только конденсаторы и диоды, генераторы такого типа могут преобразовывать относительно низкое напряжение в очень высокое, при этом оказываясь много легче и дешевле по сравнению с трансформаторами. Ещё одним преимуществом является возможность снять напряжение с любой ступени схемы, так же как в многоотводном трансформаторе.
В отсутствие нагрузки, на выходе n секционного несимметричного умножителя создаётся напряжение:
Uвых = 2·Uвх · n 

где
- n — число каскадов
- Uвх — амплитуда входящего переменного напряжения,
- Uвых — выходящее постоянное напряжение.

При подключении нагрузки, конденсаторы будут периодически разряжаться и заряжаться. В результате, напряжение на выходе схемы окажется несколько ниже, чем 2·n·Uвх и не будет оставаться постоянным.
В общем случае соблюдается соотношение:

 UBых  = {\displaystyle 2n\ U_{BX}-{\frac {I_{H}}{\omega C}}\cdot ({\frac {2}{3}}n^{3}+{\frac {1}{4}}n^{2}-{\frac {1}{6}}n)}
где
{\displaystyle \omega } — частота входного напряжения,
{\displaystyle I_{H}} — ток через нагрузку,
{\displaystyle C} — емкость конденсатора.
При малых значениях {\displaystyle n} выходное напряжение растет почти пропорционально числу каскадов. При увеличении {\displaystyle n} этот рост замедляется и затем вообще прекращается. Делать умножители с числом каскадов большим, чем то, при котором достигается максимум умножения, не имеет смысла.
Несмотря на свои теоретические недостатки и ограничения, умножитель напряжения стал такой же классикой в электронной схемотехнике для получения высокого постоянного напряжения как и двухполупериодный выпрямитель (диодный мост) для получения постоянного тока из переменного. На принципиальных электрических схемах его даже не рисуют подробно, а изображают в виде специального значка. Промышленность выпускает очень широкий ассортимент модульных «умножителей напряжения» с заранее заданными параметрами, без которых не обходятся большинство устройств с ЭЛТ, появившихся до изобретения ТДКС: монитор, телевизор, индикатор радара или осциллографа.

## Технические характеристики
На практике умножитель имеет ряд недостатков. Если в умножитель добавляется слишком много секций, напряжение в последних секциях будет ниже ожидаемого, в основном из-за ненулевого импеданса конденсаторов в нижних секциях. Практически невозможно питание умножителя непосредственно напряжением промышленной частоты, так как в этом случае требуются конденсаторы большой ёмкости, что сильно ухудшает массогабаритные показатели устройства. Пульсации выпрямленного тока также усиливаются, что в некоторых случаях неприемлемо. Обычно на вход напряжение подаётся с выхода высокочастотного высоковольтного трансформатора и повышается до нужной величины в умножителе.
Существуют умножители, выдающие напряжение от нескольких сотен, до нескольких миллионов вольт.

## Использование
Умножители применяются во многих областях техники, в частности для электрической накачки лазера, в источниках высокого напряжения систем рентгеновского излучения, подсветке жидкокристаллических дисплеев, лампах бегущей волны, ионных насосах, электростатических системах, ионизаторах воздуха, ускорителях частиц, копировальных аппаратах, осциллографах, телевизорах и во многих других устройствах, где необходимо постоянное высокое напряжение с небольшой силой тока.

## История создания
Принципиальная схема умножителя данного типа была разработана в 1919 году швейцарским физиком Генрихом Грайнахером.
В 1932 году в Британии был создан умножитель напряжения для использования его в качестве высоковольтного источника напряжения в ускорителе частиц, предназначенного для проведения эксперимента по искусственному расщеплению атомных ядер. В 1932 году такой же эксперимент, впервые в СССР, был проведён в Харьковском физико-техническом институте).